# پی‌اس واشینگتن اروینگ
پی‌اس واشینگتن اروینگ (به انگلیسی: PS Washington Irving) یک کشتی بود که طول آن ۴۱۶ فوت ۶ اینچ (۱۲۶٫۹ متر) بود. این کشتی در سال ۱۹۱۲ ساخته شد.